# Kosmodizee
Unter Kosmodizee (altgriech. κόσμος (kósmos) „Weltordnung“ und δίκη (dikē) „Gerechtigkeit“) versteht man die Rechtfertigung des Kosmos trotz (oder wegen) seiner Übel. Der Begriff wurde von Erwin Rohde in Analogie zum Ausdruck Theodizee Gottfried Wilhelm Leibniz’ geprägt.

## Hintergrund
Mögen Gedanken der Kosmodizee bereits in der Antike – etwa bei Plotin – angelegt sein, ist von ihr überwiegend im Zusammenhang mit der Philosophie Friedrich Nietzsches die Rede, für den sie ein zentrales Anliegen war.
Plotin entwarf gegen Christen und Gnostiker eine Kosmodizee. Der Gnosis warf er vor, sie würde die Welt missachten. Die christliche Tradition versuchte gegenüber der Gnosis und dem Manichäismus an der guten Schöpfungsordnung und ihrem Sinn festzuhalten und den Dualismus von Gott (gut) und Kosmos (als Fülle des Schlechten) zu vermeiden.
Bei Nietzsche entfaltete sich die Kosmodizee vor allem in der Auseinandersetzung mit Arthur Schopenhauers Pessimismus, der auf diese Weise überwunden werden sollte.
Rohde, Nietzsches Freund, scheint den Begriff unter dem Eindruck der Geburt der Tragödie zuerst verwendet zu haben. Dort hatte er, noch ganz im Banne Richard Wagners, erklärt, Dasein und Welt seien „nur als aesthetisches Phänomen“ „ewig gerechtfertigt.“
Nietzsche nutzte den Begriff ebenfalls, so in seiner ersten Unzeitgemäßen Betrachtung, einem polemischen Werk, mit dem er den „Bildungsphilister“ David Friedrich Strauß bloßstellen wollte. Da Strauß naturwissenschaftlich und wissentlich unehrlich verfahre und annehme, alles Geschehene habe den „höchsten intellectuellen Werth“, sei also „absolut vernünftig und zweckvoll geordnet“ und enthalte eine Offenbarung der ewigen Güte, bedürfe er wohl einer „vollständigen Kosmodicee“ und stehe „im Nachtheil gegen den, dem es nur um eine Theodieee“ zu tun sei, „und der zum Beispiel das ganze Dasein des Menschen als einen Strafakt oder Läuterungs-Zustand auffassen darf.“
Nietzsche wollte das Leben rechtfertigen, indem er die perspektivische Bedingtheit des Gegensatzes von Gut und Böse herausarbeitete und den Widerspruch – jenseits von Gut und Böse – zu überwinden versuchte.